# Корни-Машеромениль
Корни́-Машеромени́ль (фр. Corny-Machéroménil) — коммуна во Франции, находится в регионе Шампань — Арденны. Департамент коммуны — Арденны. Входит в состав кантона Новьон-Порсьен. Округ коммуны — Ретель.
Код INSEE коммуны — 08132.
Коммуна расположена приблизительно в 175 км к северо-востоку от Парижа, в 70 км севернее Шалон-ан-Шампани, в 30 км к юго-западу от Шарлевиль-Мезьера.

## Население
Население коммуны на 2008 год составляло 154 человека.
| 1962 | 1968 | 1975 | 1982 | 1990 | 1999 | 2008 |
| ---- | ---- | ---- | ---- | ---- | ---- | ---- |
| 116  | 130  | 122  | 129  | 142  | 124  | 154  |

## Администрация
| Период | Период | Фамилия     | Партия                    | Должность |
| ------ | ------ | ----------- | ------------------------- | --------- |
| 2001   | 2008   | Жаки Ренар  |                           |           |
| 2008   |        | Рено Аверли | Союз за народное движение |           |

## Экономика
В 2007 году среди 87 человек в трудоспособном возрасте (15—64 лет) 73 были экономически активными, 14 — неактивными (показатель активности — 83,9 %, в 1999 году было 64,6 %). Из 73 активных работали 66 человек (40 мужчин и 26 женщин), безработных было 7 (2 мужчин и 5 женщин). Среди 14 неактивных 7 человек были учениками или студентами, 3 — пенсионерами, 4 были неактивными по другим причинам.

## Фотогалерея

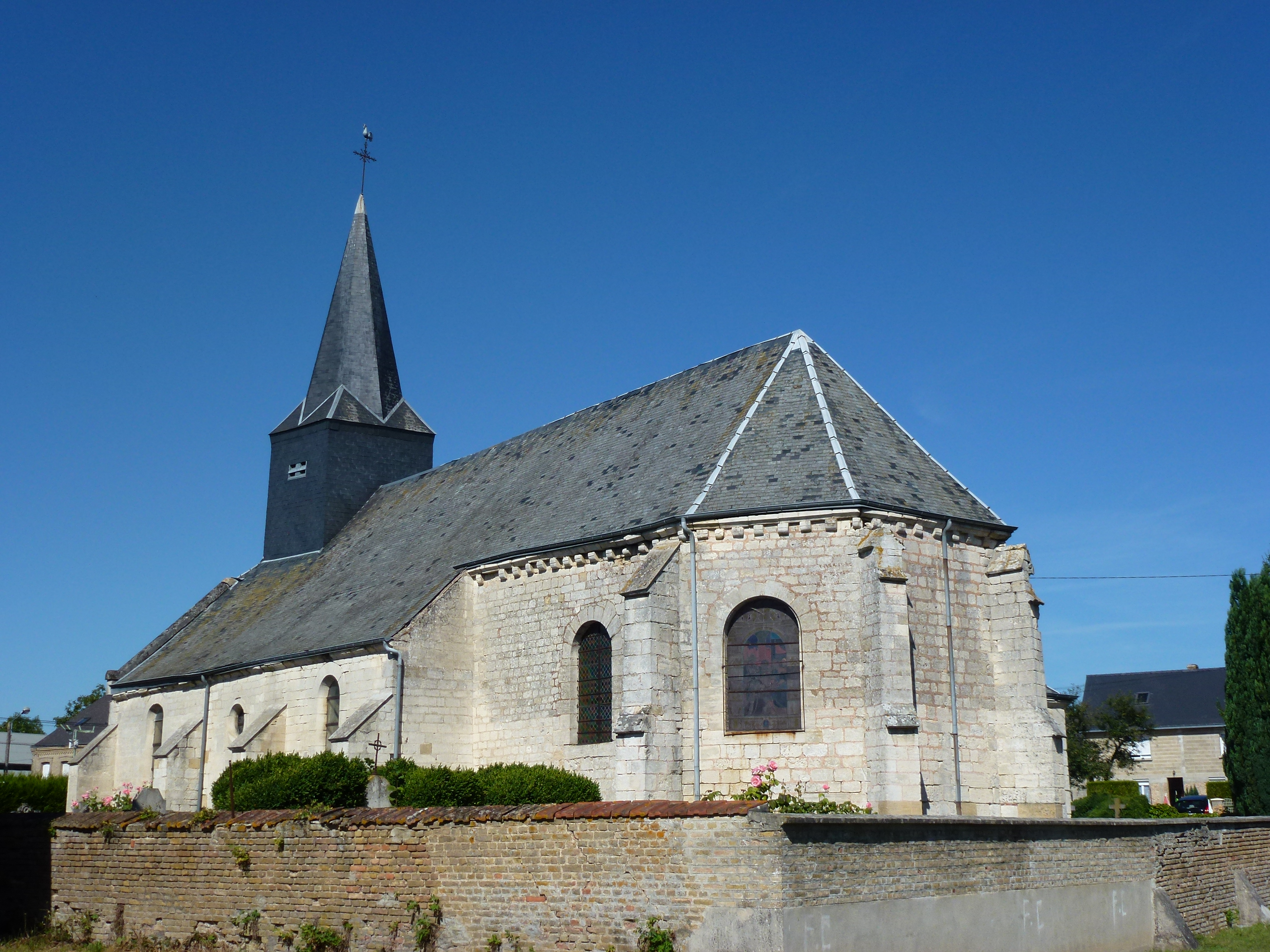
Церковь Сен-Дени
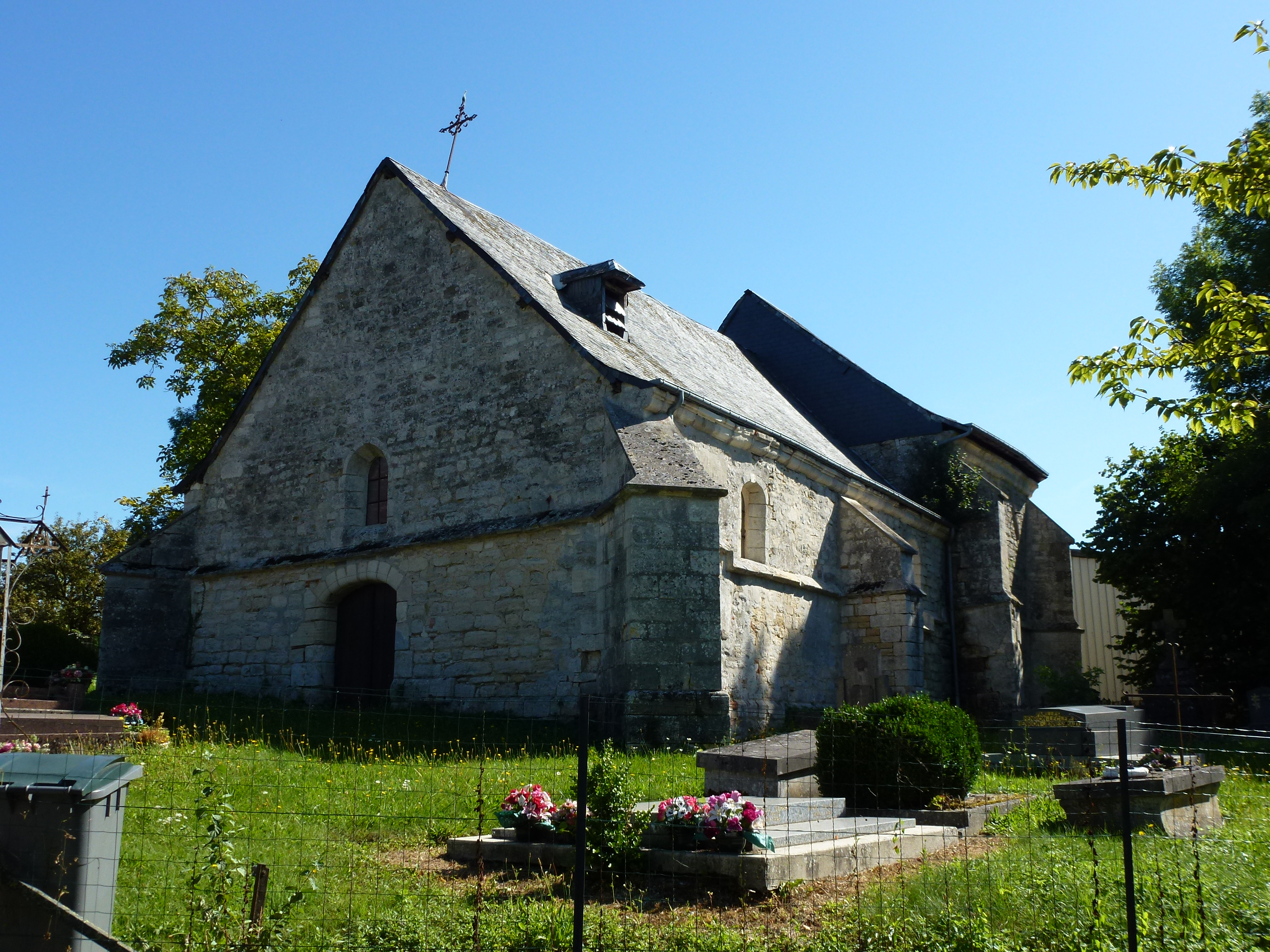
Церковь Машеромений
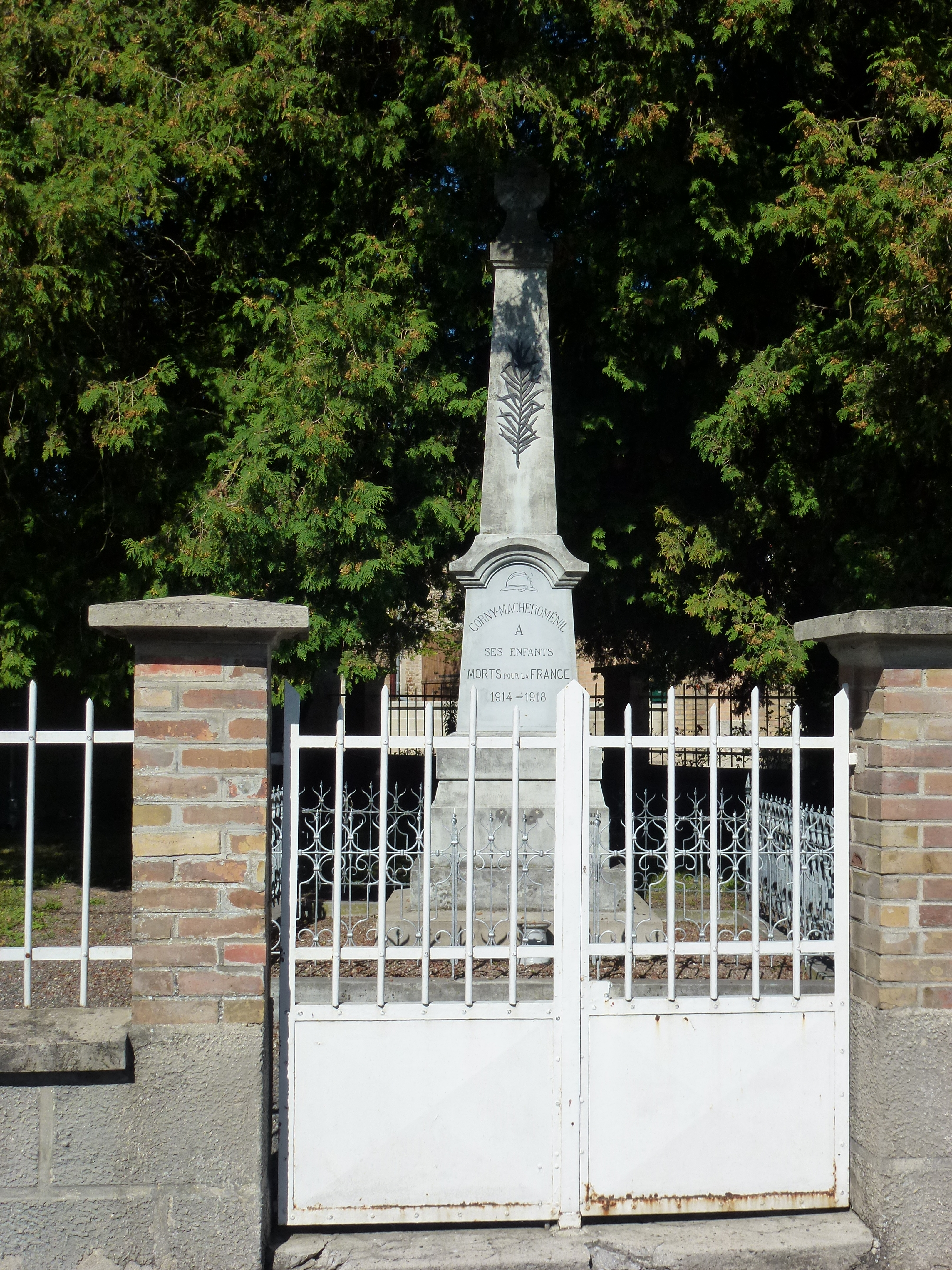
Памятник погибшим в Первой мировой войне
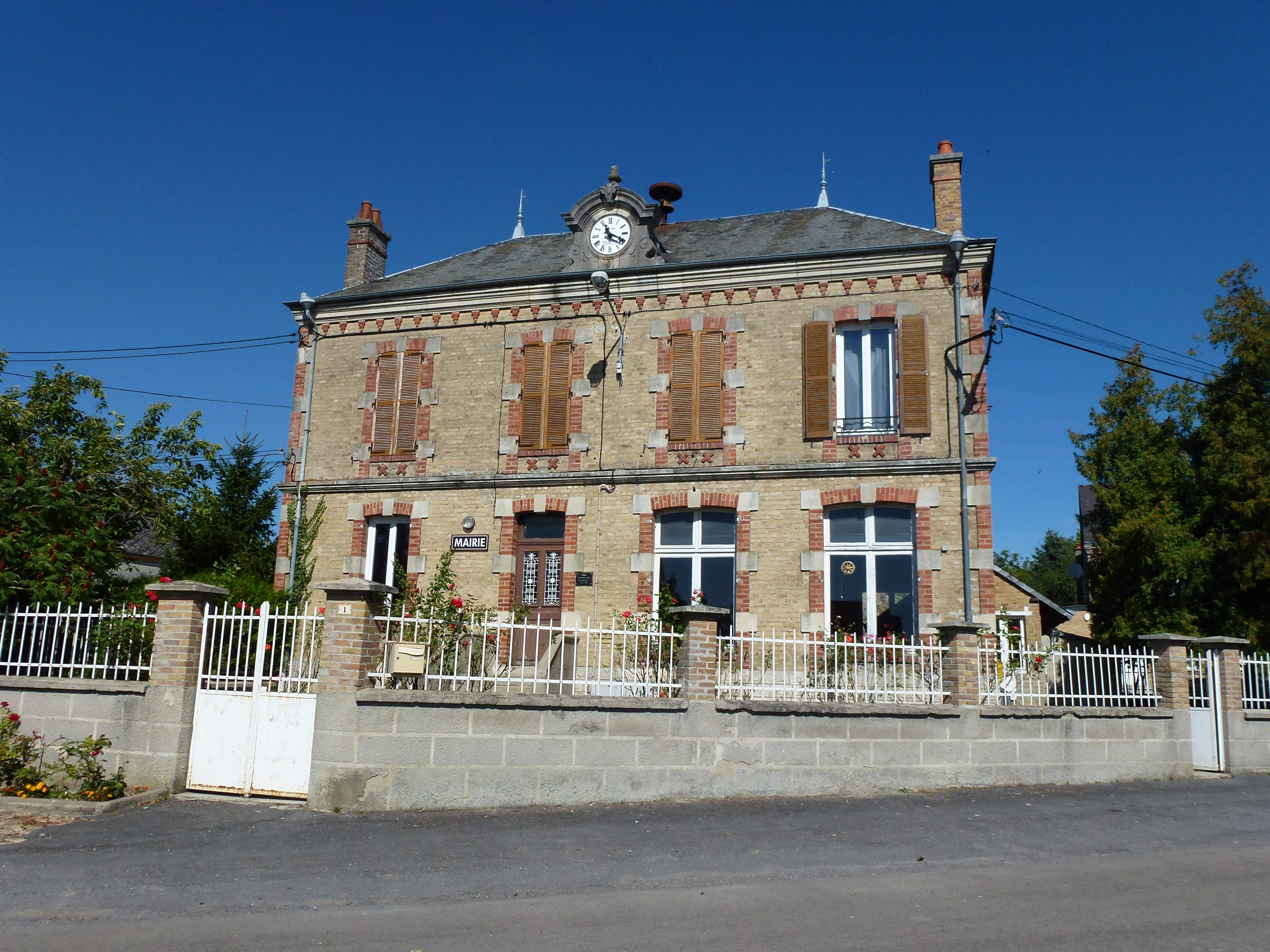
Мэрия